# Bogie
 "Boggie" omdirigeres hertil. For andre betydninger af Boggie, se Boggie (flertydig). For alternative betydninger, se Boogie.
En bogie (også stavet 'boggie'), eller boogie, er en mindre drejelig vogn, der er anbragt under vognkassen på et større køretøj, for bl.a. at gøre det lettere at køre gennem kurver.
På en jernbanevogn kaldes det en bogie ([ˡbɔɡi]),

## På veje
For køretøjer på veje bruges ofte ordet boogie  ([ˡbuɡi]), hvilket imidlertid er en fejlagtig udtalelse af den oprindelige engelske betegnelse for en del af undervognen på et køretøj, eftersom ‘’boogie’’ er navnet på en dans. 
For nemheds skyld beskrives i det følgende en opbygning bestående af to aksler. Treakslede bogier benytter samme principper. En bogie er som udgangspunkt opbygget som to aksler der er forbundet til chassis eller karrosseri med et fælles affjedringssystem.
Fjedrene gør at vægten fordeles bedre på de to aksler end ved uafhængigt affjedrede aksler. Herved sikres bedre vejgreb under normale forhold, men ved kørsel i svært terræn med store ujævnheder vil man oftere opleve at et eller flere hjul svæver frit i luften, end man ville ved uafhængig affjedring. Dette skyldes at forbindelsen mellem de to aksler nedsætter mulighederne for indbyrdes forskydning, hvis man samtidigt skal holde en fornuftig vægt på opbygningen samt en rimelig komfort i forhold til lasteevnen.

## På skinner
Tidligere kaldtes en bogie tillige for en truck. Mange kalder den for en bogie (udtalt [ˡbɔɡi]), som er den korrekte måde at udtale et lignende fænomen på vejkøretøjer.
En bogie kan være monteret med et eller flere hjulsæt, typisk kan man sige, at jo flere hjulsæt der er på hver bogie, jo tungere et køretøj kan det bære.
Bogier har den fordel frem for fastmonterede enkeltaksler, at de kan optage flere stød og give bedre affjedring ved uregelmæssigheder i togskinnerne. Da bogiens akselafstand desuden er langt mindre end på fx en toakslet vogn, kan der køres i skarpe kurver med langt mindre slid på skinner og hjul.

### Teknisk
Det tidligste jernbanemateriel var i mange henseender baseret på det man allerede kendte, især hestevogne. Det gjaldt også for undervognen, hvor aksler blev monteret direkte på chassiset via et ophæng. Ophængets opgave var dels at fastholde akslen stabilt, dels at optage ujævnheder fra skinnerne. Afhængigt af vognens længde havde den mindst 2, ofte 3 eller 4 aksler, men efterhånden som vognlængden blev større blev de faste aksler upraktiske.
Princippet bag en bogie er meget enkel, et lille selvstændigt chassis forsynet med et antal aksler (2 er det mest almindelige, dog findes visse typer med 1 eller 3 aksler), monteret under en vogn. Det meste materiel er udstyret med 2 bogier, en nær hver vognende, men i visse tilfælde kan der være flere eller færre. Et eksempel med flere bogier under et køretøj er de lokomotiver som trækker de såkaldte "shuttletog" gennem tunnelen under den Engelske Kanal, her var af bl.a. vægthensyn brug for 6 aksler, men snævre kurver i de to terminaler gjorde et design med 3-akslede bogier upraktisk, derfor valgte man et design med 3 2-akslede bogier.